# PGC 4862
LEDA/PGC 4862 ist eine Irreguläre Galaxie vom Hubble-Typ Im im Sternbild Fische auf der Ekliptik. Sie ist schätzungsweise 108 Millionen Lichtjahre von der Milchstraße entfernt und gilt als Mitglied der NGC 488-Gruppe oder LGG 21. 

Im selben Himmelsareal befinden sich u. a. die Galaxien NGC 485, NGC 488, NGC 490. 